# 上海市文史研究馆
上海市文史研究馆是中华人民共和国上海市的一所统战性、荣誉性文史研究机构，是上海市人民政府的直属事业单位，1953年6月成立。1978年至1984年期間與上海市人民政府参事室两块牌子、一个机构。

## 历任馆长
- 张元济
- 江庸
- 平海澜
- 金兆梓
- 徐福生
- 王国忠
- 吴孟庆
- 沈祖炜
- 郝铁川